# Mind and Life Institute
Le Mind and Life Institute (français : Institut Esprit et Vie), a pour but de favoriser un apport mutuel entre le bouddhisme et la science. C'est une association à but non lucratif qui s'attache à explorer la relation de la science et du bouddhisme comme méthodologies dans la compréhension de la nature de la réalité. L'institut compte parmi ses membres des scientifiques émérites et des pratiquants bouddhistes, dont le plus connu est le 14e dalaï-lama.
Il fut fondé en 1990 aux États-Unis en tant qu'association de la section 501(c)(3) – équivalent de loi française de 1901.

## Origines

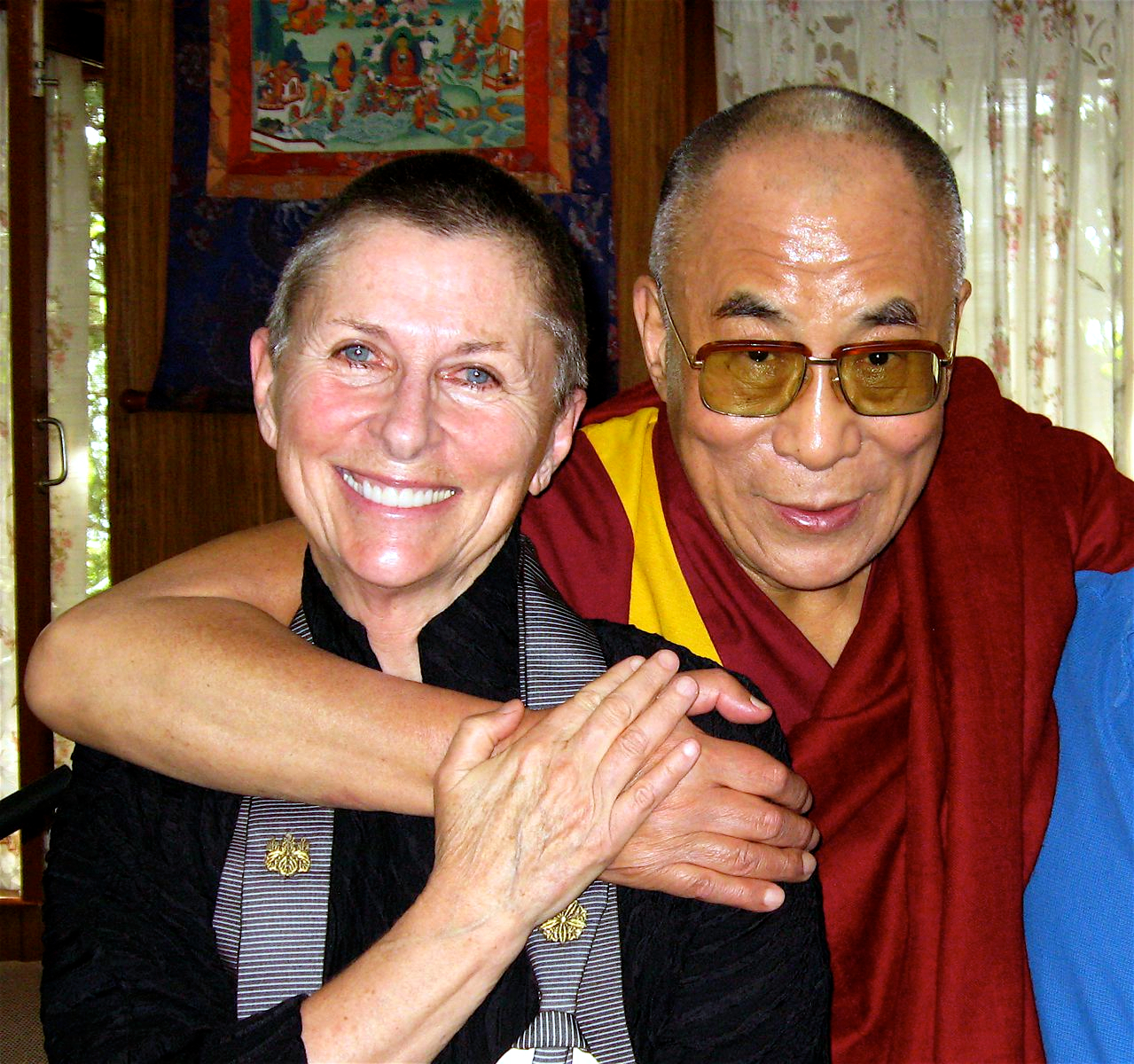
Joan Halifax avec le 14e dalaï-lama à la XIVe conférence du Mind and Life Institute de 2007, Dharamsala

Le 14e dalaï-lama est depuis longtemps très intéressé par la science. En 1973, il visita le laboratoire d'astrophysique de l'université de Cambridge. Dix ans plus tard, il se rendit à la conférence Alpbach Symposia on Consciousness – il y rencontra Francisco Varela. Par la suite ils eurent plusieurs entretiens. Lors d'une visite du dalaï-lama en France, celui-ci proposa alors de lui consacrer une semaine à Dharamsala dans le nord de l'Inde.
Varela rencontra lui-même R. Adam Engle qui souhaitait justement un tel échange. Ce fut l'origine de la première semaine d'entretiens entre des scientifiques et l'actuel dalaï-lama. À la suite de la troisième de ces conférences, le Mind and Life Institute fut fondé.

## Objectifs
L'institut vise à associer démarche scientifique et apport des sagesses contemplatives pour mieux comprendre le fonctionnement de l'esprit. Les statuts posent en outre l'hypothèse que cette meilleure connaissance peut contribuer à créer des changements positifs dans le monde. Son site précise que la cible des travaux doit se voir élargie au-delà de la question du bien-être individuel pour porter son attention sur l'épanouissement de la société et l'interconnexion. Outre la mobilisation des sciences cognitives pour mieux comprendre le fonctionnement de l'esprit des méditants, les recherches appuyées par l'institut portent aussi sur d'autres états modifiés de conscience, comme par exemple la transe chamanique.
Les valeurs affichées par l'institut sont : la compassion, l'intégrité, la curiosité, l'inclusion et l'excellence.

## Polémique
Dans son communiqué du 25 juin 2021, visant l'entrée à l'école publique de la méditation de pleine conscience, la Ligue des droits de l'homme française a pointé des liens entre le Mind & Life Institute et l'anthroposophie :

« La promotion et le financement tout azimut de cette technique sont pilotés depuis le think-tank américain Mind and Life Institute, où siègent des émissaires de différentes obédiences bouddhistes, de la mouvance anthroposophique, ou encore des chamanes. »

## Types de recherches supportées
À titre d'illustration, parmi les recherches appuyées par l'institut en Europe en 2018, on peut citer :
- la mesure par magnétoencéphalographie des effets déconstructifs d'une méditation ouverte sur les représentations neuronales des objets perceptuels et des signaux corporels ;
- l'évaluation des effets neuro-phénoménologiques du travail du rêve sur les cauchemars ;
- l'évaluation des effets de deux modes de méditation sur la réaction de stress ;
- Les effets différentiels de la méditation sur le bien-être en fonction du type de personnalité et du signal électrique du cerveau.

## Le conseil d'administration
- Tenzin Gyatso, 14e dalaï-lama (président d'honneur)

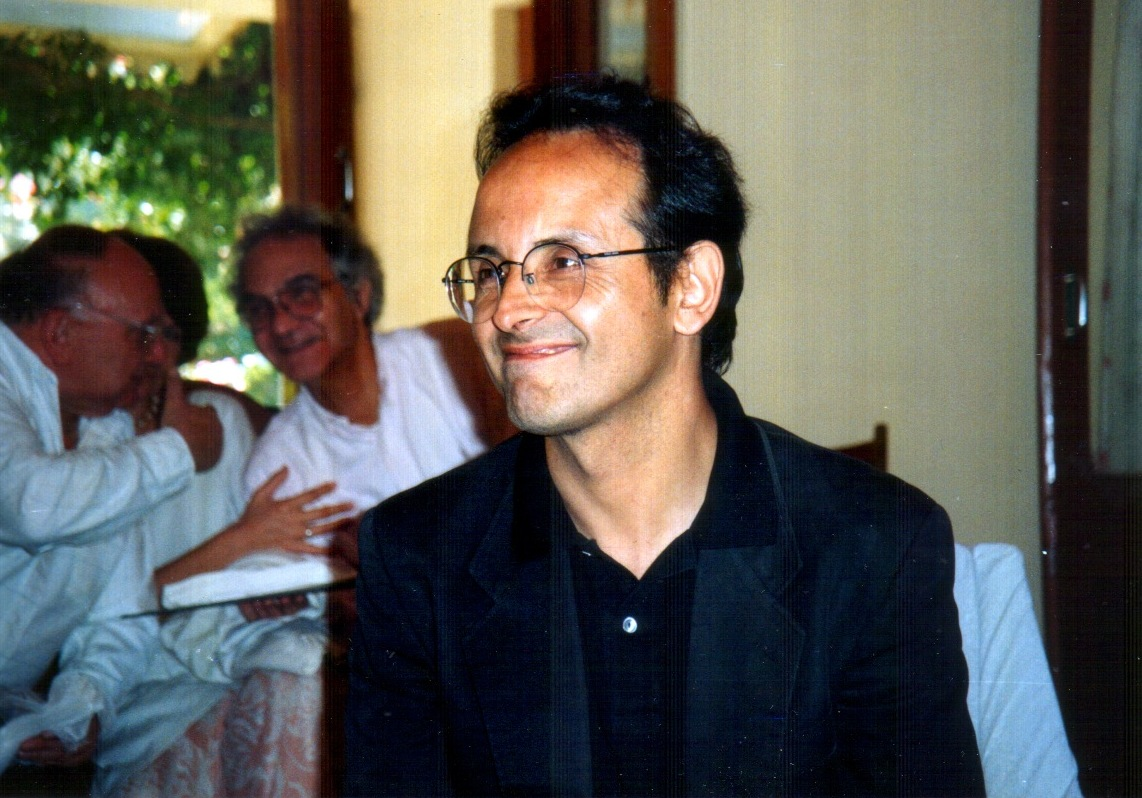
Francisco Varela à Dharamsala, 1994

- R. Adam Engle (président et cofondateur)
- Francisco Varela (cofondateur)
- Tendzin Choegyal
- Richard Davidson
- Daniel Goleman
- Joan Halifax (Rōshi)
- Anne Harrington
- Jon Kabat-Zinn
- Matthieu Ricard
- Bennett M. Shapiro
- Ulco Visser
- B. Alan Wallace
- Geshe Thupten Jinpa
- Raymond J. Gellein, Jr
- Sona Dimidjian
- John D. Dunne (en)
- Diego Hangartner
- Alfred Kaszniak
- Clifford Saron
- Evan Thompson
- Francis Tiso

## Les conférences Mind and Life

### 1987: Mind and Life I
Dialogues between Buddhism & the Cognitive Sciences, Dharamsala, en Inde du nord.

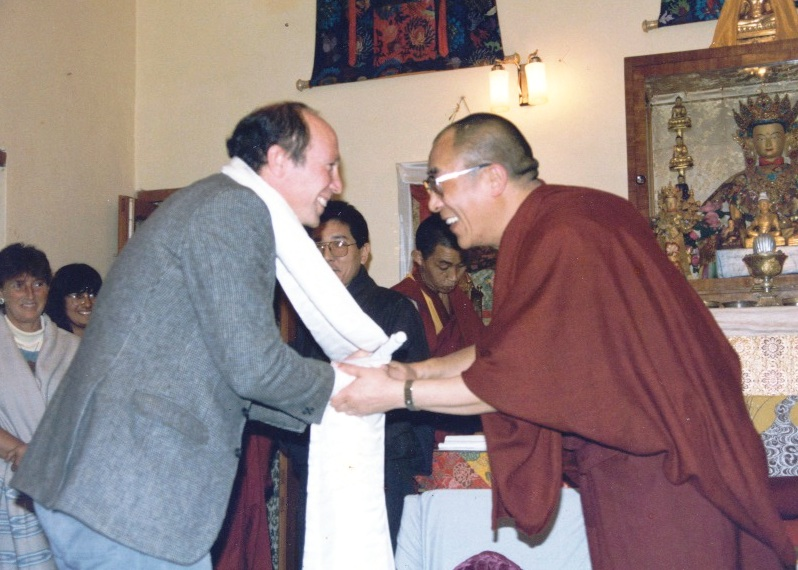
R. Adam Engle
reçoit un écharpe cérémonielle du 14e dalaï-lama à Dharamsala en Inde en 1987

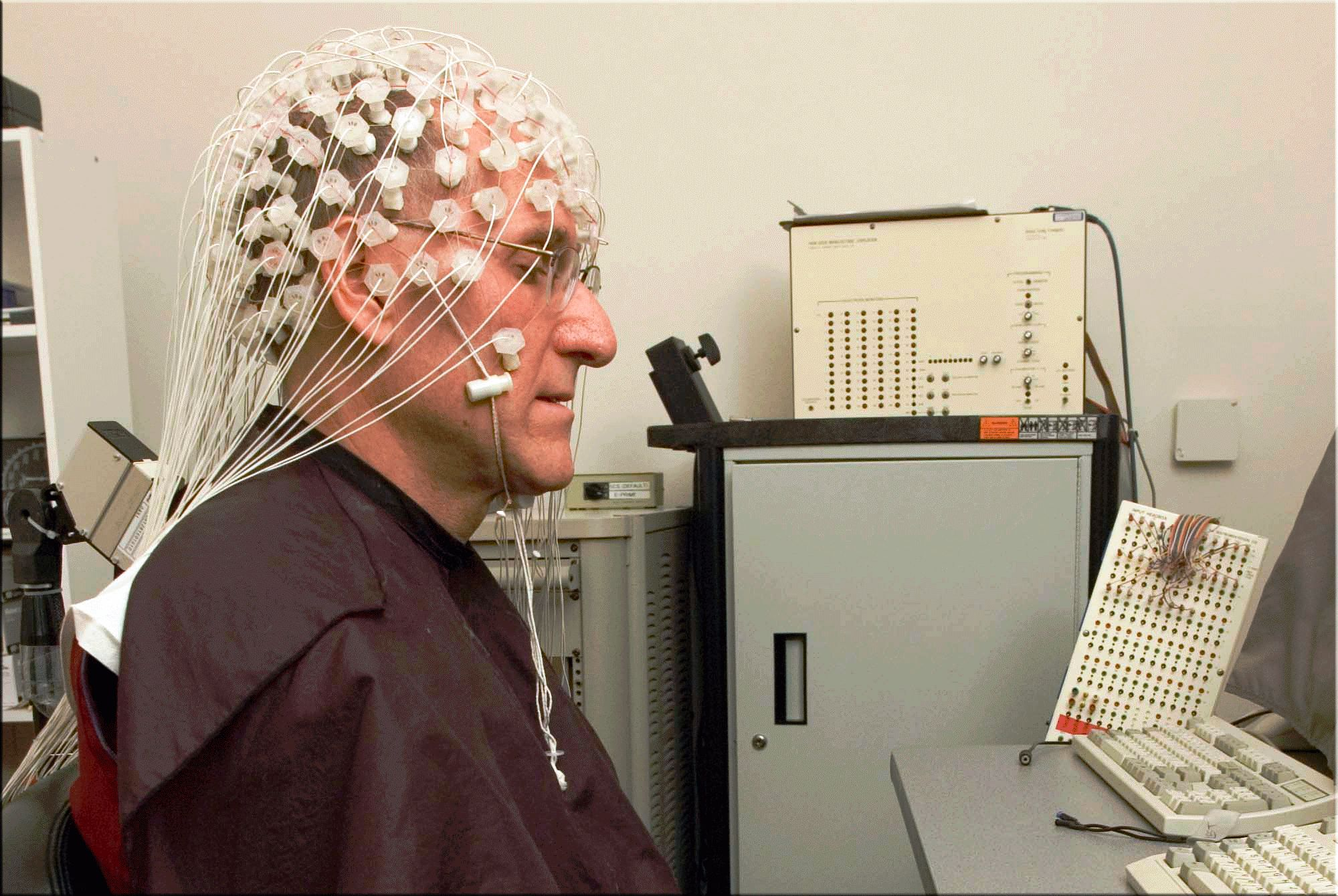
Barry Kerzin, participe à une étude de neurosciences contemplatives pour Mind and Life Institute utilisant l'EEG sur des experts en méditation.

- Publication : Gentle Bridges: Conversations with the Dalai Lama on the Sciences of Mind [4],
- Participants : Tenzin Gyatso, Newcomb Greenleaf, Jeremy Hayward, Robert B. Livingston (en), Pier Luigi Luisi, Eleanor Rosch et Francisco J. Varela. Interprètes : Thubten Jinpa et B. Alan Wallace

### 1989: Mind and Life II
Dialogues between Buddhism & the Neurosciences Newport Beach, California, USA
- Publication : Consciousness at the Crossroads: Conversations with the Dalai Lama on Brain Science and Buddhism[5].
- Participants : Tenzin Gyatso, Patricia Smith Churchland, Antonio R. Damasio, Allan Hobson, Lewis L. Judd et Larry R. Squire. Interprètes : Thubten Jinpa et B. Alan Wallace

### 1990: Mind and Life III
Emotions & Health, Dharamsala, en Inde du nord.
- Publication : Healing Emotions: Conversations with the Dalai Lama on Mindfulness, Emotions, and Health[6],
- Participants : Tenzin Gyatso, Francisco J. Varela, Joyce McDougall, Jayne Gackenbach, Jerome Engel, et Joan Halifax. Interprètes : Thubten Jinpa et B. Alan Wallace
- Cet échange vit l'initiative d'une étude neurobiologique de la méditation bouddhique ; c'est aussi pour faciliter ce projet que fut fondé le Mind and Life Institute.

### 1992: Mind and Life IV
Sleeping, Dreaming, & Dying, Dharamsala, en Inde du Nord.
- Publication : Dormir, rêver, mourir : explorer la conscience avec le Dalaï-Lama[7],
- Participants : Tenzin Gyatso, Jerome Engel, Jayne Gackenbach, Joan Halifax, Joyce McDougall, Charles Taylor, Francisco Varela. Interprètes : Thubten Jinpa et B. Alan Wallace

### 1995: Mind and Life V
Altruism, Ethics, & Compassion, Dharamsala, en Inde du nord.
- Publication : Visions of Compassion: Western Scientists and Tibetan Buddhists Examine Human Nature
- Participants : Tenzin Gyatso, Nancy Eisenberg, Robert H. Frank, Anne Harrington, Elliott Sober et Ervin Staub. Interprètes : Thubten Jinpa et B. Alan Wallace

### 1997: Mind and Life VI
The New Physics & Cosmology, Dharamsala, en Inde du nord.
- Publication : The New Physics and Cosmology: Dialogues with the Dalai Lama
- Participants : Tenzin Gyatso, Arthur Zajonc, David Finkelstein, George Greenstein, Piet Hut, Tu Weiming et Anton Zeilinger. Interprètes : Thubten Jinpa et B. Alan Wallace

### 1998: Mind and Life VII
Epistemological Questions in Quantum Physics and Eastern Contemplative Sciences Innsbruck, Austriche
- Participants : Tenzin Gyatso, Arthur Zajonc et Anton Zeilinger. Interprètes : Thubten Jinpa et B. Alan Wallace

### 2000: Mind and Life VIII
Destructive Emotions, Dharamsala, en Inde du Nord.
- Publication : Destructive Emotions: A Scientific Dialogue with the Dalai Lama par Daniel Goleman[8].
- Participants : Tenzin Gyatso, Daniel Goleman, Richard Davidson, Paul Ekman, Owen Flanagan, Mark Greenberg, Matthieu Ricard, Jeanne Tsai, Francisco Varela. Interprètes : Thubten Jinpa et B. Alan Wallace

### 2001: Mind and Life IX
Transformations of Mind, Brain & Emotion Madison, Wisconsin, USA
- Participants : Tenzin Gyatso, Richard Davidson, Paul Ekman, Jon Kabat-Zinn, Michael Merzenich, Matthieu Ricard, Francisco Varela, Antoine Lutz. Interprètes : Thubten Jinpa et B. Alan Wallace

### 2002: Mind and Life X
The Nature of Matter, The Nature of Life, Dharamsala, en Inde du nord.
- Participants : Tenzin Gyatso, Arthur Zajonc, Michel Bitbol, Steven Chu, Ursula Goodenough, Eric Lander, Pier Luigi Luisi Matthieu Ricard, Antoine Lutz. Interprètes : Thubten Jinpa et B. Alan Wallace

### 2003: Mind and Life XI
Investigating the Mind Cambridge, MA, USA

### 2004: Mind and Life XII
Neuroplasticity: The Neuronal Substrates of Learning and Transformation, Dharamsala, en Inde du nord.
- Publication : Train Your Mind, Change Your Brain par Sharon Begley[9].
- Participants : Tenzin Gyatso, Richard Davidson, R. Adam Engle, Fred Gage, Michael J. Meaney, Kazuo Murakami, Helen J. Neville Matthieu Ricard, Phillip R. Shaver, Evan Thompson. Interprètes : Thubten Jinpa et B. Alan Wallace

### 2005: Mind and Life XIII
The Science and Clinical Applications of Meditation Washington DC, USA
- Publication : The Mind’s Own Physician: A Scientific Dialogue with the Dalai Lama on the Healing Power of Meditation by Jon Kabat-Zinn and Richard Davidson with Zara Houshmand.

### 2007: Mind and Life XIV
A Dialogue on The Universe in a Single Atom, Dharamsala, en Inde du nord.
- Participants : Tenzin Gyatso, Richard Davidson, John Dunne, Paul Ekman, R. Adam Engle, Martha Farah, George Greenstein, Matthieu Ricard, Bennett M. Shapiro, Wolf Singer, Evan Thompson, Anton Zeilinger, Arthur Zajonc. Interprètes : Thubten Jinpa et B. Alan Wallace

### 2007: Mind and Life XV
Conscience, compassion, et traitement de la dépression 20 octobre 2007 — Université Emory, Atlanta, Georgia, USA
- Participants : Tenzin Gyatso, Richard Davidson, John Dunne, Lobsang Tenzin, Helen S. Mayberg, Charles B. Nemeroff, Robert A. Paul, Charles L. Raison, Zindel V. Segal. Interprètes : Thubten Jinpa et B. Alan Wallace

### 2008: Mind and Life XVI
Investigating the Mind-Body Connection : The Science and Clinical Applications of Meditation 16 avril 2008 — Mayo Clinic (Rochester, USA)
- Participants : Tenzin Gyatso, Daniel Goleman, Richard Davidson, Matthieu Ricard, Jon Kabat-Zinn, Linda E. Carlson, Rōshi Joan Halifax. Interprète : Thubten Jinpa

### 2009: Mind and Life XVIII
Attention, Memory and the Mind: A Synergy of Psychological, Neuroscientific, and Contemplative Perspectives with His Holiness The Dalai Lama 6-10 avril 2009 — Dharamsala, Inde
- Participants : Tenzin Gyatso, David E. Meyer, B. Alan Wallace, Anne Treisman, Rupert Gethin, Adele Diamond, Amishi Jha, Clifford Saron, Elizabeth Phelps, Shaun Gallagher. Interprète : Geshe Thupten Jinpa

### 2009: Mind and Life XIX
Educating World Citizens for the 21st Century: Educators, Scientists and Contemplatives Dialogue on Cultivating a Healthy Mind, Brain and Heart 8-9 octobre 2009 — Washington D.C., USA
- Participants : Tenzin Gyatso, Marian Wright Edelman, Daniel Goleman, Richard Davidson, Linda Lantieri, Peter L. Benson, Martin Brokenleg, Ronald E. Dahl, Linda Darling-Hammond, Jacquelynne S. Eccles, Nancy Eisenberg, R. Adam Engle, Mark Greenberg, Joan Halifax, Takao Hensch, Thupten Jinpa, Anne C. Klein, Kathleen McCartney, Matthieu Ricard, Lee Shulman.

### 2010: Mind and Life XX
Altruism and Compassion in Economic Systems: Dialogue between Economics, Neuroscience and Contemplative Sciences (9-11 avril 2010 — Zurich, Suisse).
La conférence portait sur l'altruisme et l'empathie dans les systèmes économiques productifs, et rassemblait des scientifiques spécialistes de l'économie, de la psychologie, de l'anthropologie et des sciences du cerveau pour un débat avec le dalaï-lama.
- Participants : Tenzin Gyatso, Ernst Fehr, William Harbaugh, Richard Layard, Tania Singer, Richard Davidson, Sanjit Bunker Roy, William Drayton, William George, Antoinette Hunziker-Ebneter, Arthur Vayloyan, Matthieu Ricard, Rōshi Joan Halifax, John Dunne, Gert Scobel, Daniel Batson, Joan Silk, Diego Hangartner.

### 2010: Mind and Life XXII
Contemplative Science : The Scientific Study of the Effect of Contemplative Practice on Human Biology and Behaviour 20–23 novembre 2010, New Delhi, Inde.
- Participants : Tenzin Gyatso, Former President Dr Abdul Kalam, Swami Atmapriyananda, Richard Davidson, John Dunne, R. Adam Engle, BN Gangadhar, Daniel Goleman, Thupten Jinpa, Rajesh Kasturirangan, Muni Mahendra Kumar, Rajiv Mehrotra, Aditya Murthy, HR Nagendra, Chakravarthi Ram-Prasad, VS Ramamurthy, Viji Ravindranath, Matthieu Ricard, Geshe Ngawang Samten, Wolf Singer, PN Tandon, Shirley Telles, Kapila Vatsyayan.

### 2013: Mind and Life XXVI
Mind, Brain and Matter - Critical Conversations Between Buddhist Thought and Science
Drepung Monastery Mundgod, Karnataka, Inde, 17-22 janvier 2013.

### 2013: Mind and Life XXVII
Craving, Desire and Addiction
Dr Nora Volkow, Kent C. Berridge (en), Thupten Jinpa, 14e dalaï-lama
Gaden Phodrang Dharamsala, Inde, 28 octobre-1er novembre 2013.

### 2016: Mind and Life
Mind and Life Institute organise en septembre 2016 à Bruxelles en Belgique, une conférence sur la considération pour autrui avec Matthieu Ricard, Jane Goodall, sir Paul Collier, Vandana Shiva, Tania Singer, Olafur Eliasson et Frédéric Laloux, ainsi qu'une conférence publique avec le dalaï-lama.

### 2018: Mind and Life
La 33e édition de la conférence ayant thème le « développement et apprentissage social émotionnel de la petite enfance » se tient à Dharmasala à partir du 12 mars 2018 avec le dalaï-lama et la directrice de l'institut Mind and Life, Susan Bauer-Wu avec Richard Davidson, Michel Boivin, Daniel Goleman, et Kimberly Schonert-Reichl. D'autres participants sont Sophie Langri, Tara Wilkie, Jennifer Knox, Amishi Jha (en), Sona Dimidjian, Thupten Jinpa, Rob Roeser, Matthieu Ricard, Sona Dimidjian, Sona Lupien et Patricia Jennings.